# وليد محيي الدين
وليد محيي الدين من مواليد 22 يونيو 1982 لاعب كرة قدم قطري يجيد اللعب في الظهير الأيسر.
لعب سابقاً لأندية المرخية والخور والسيلية والعربي وأم صلال والشمال ومسيمير.
مثل منتخب قطر في كأس آسيا 2004.

## وصلات خارجية
- وليد محيي الدين على موقع الاتحاد الدولي (مؤرشف)  (الإنجليزية)
- وليد محيي الدين على موقع ناشيونال فوتبول تيمز (الإنجليزية)